# Медвецкий, Николай Васильевич
Николай Васильевич Медвецкий (1917—1944) — старшина Рабоче-крестьянской Красной Армии, участник Великой Отечественной войны, Герой Советского Союза (1945).

## Биография
Николай Медвецкий родился в 1917 году в селе Буцни (ныне — Барский район, Винницкая область). В 1938 году Медвецкий был призван на службу в Рабоче-крестьянскую Красную Армию. С 1941 года — на фронтах Великой Отечественной войны. К июлю 1944 года старшина Николай Медвецкий был химинструктором батареи 569-го истребительно-противотанкового артиллерийского полка 17-й истребительно-противотанковой артиллерийской бригады 43-й армии 1-го Прибалтийского фронта. Участвовал в сражениях на территории Литовской ССР.
11 июля 1944 года Медвецкий принимал активное участие в отражении четырёх немецких контратак в районе деревни Антабалга Утенского района, уничтожив несколько солдат противника. Израсходовав все боеприпасы и оказавшись в окружении немецких солдат, Медвецкий подорвал себя гранатой вместе с ними. Похоронен в деревне Сирвиджай Утенского района Литвы.
Указом Президиума Верховного Совета СССР от 24 марта 1945 года старшина Николай Медвецкий посмертно был удостоен высокого звания Героя Советского Союза. Также был награждён орденом Ленина и медалью.
В честь Медвецкого названа центральная улица в его родном селе Буцни.